# Små soldater
Små soldater (engelska: Small Soldiers) är en amerikansk action-science fictionfilm från 1998 i regi av Joe Dante. Filmen är delvis datoranimerad. Den hade Sverigepremiär den 12 februari 1999.

## Handling
Filmen handlar om leksaksfigurer, varav vissa kommandosoldater, som gjorts mer realistiska med militär teknologi och som därefter börjar bekämpa varandra. 

## Rollista
- Kirsten Dunst – Christy Fimple
- Gregory Smith – Alan Abernathy
- Jay Mohr – Larry Benson
- Phil Hartman – Phil Fimple
- Kevin Dunn – Stuart Abernathy
- Denis Leary – Gil Mars
- David Cross – Irwin Wayfair
- Ann Magnuson – Irene Abernathy
- Wendy Schaal – Marion Fimple
- Alexandra Wilson – Ms. Kegel
- Dick Miller – Joe
- Robert Picardo – Ralph

### Röster
- Tommy Lee Jones – Chip Hazard
- Frank Langella – Archer
- Ernest Borgnine – Kip Killigan
- Jim Brown – Butch Meathook
- Bruce Dern – Link Static
- George Kennedy – Brick Bazooka
- Clint Walker – Nick Nitro
- Christopher Guest – Slamfist / Scratch-It
- Michael McKean – Insaniac / Troglokhan
- Harry Shearer – Punch-It
- Sarah Michelle Gellar och Christina Ricci – Gwendys dockor

## Svenska röster
- Kim Sulocki - Alan
- Therese Reuterswärd - Christy
- Johan Hedenberg - Chip och Joe
- Fredrik Dolk - Archer
- Peter Sjöquist - Stuart
- Annelie Berg - Irene
- Niclas Wahlgren - Larry och Punch-It
- Hasse Jonsson - Irvin och Brad
- Dick Eriksson - Phil
- Måns Eriksson - Brick
- Gunnar Ernblad - Butch
- Leo Hallerstam - Timmy
- Linus Wahlgren - Link och Nick
- Anoo Bhagavan - Kip och Freakinstein
- Andreas Nilsson - Gil Mars
- Steve Kratz - Insanic
- Lasse Svensson - Slamfist
- Vicki Benckert - Marion och Ms Kegel
- Annika Rynger - Gwendy-docka